# Comac C909

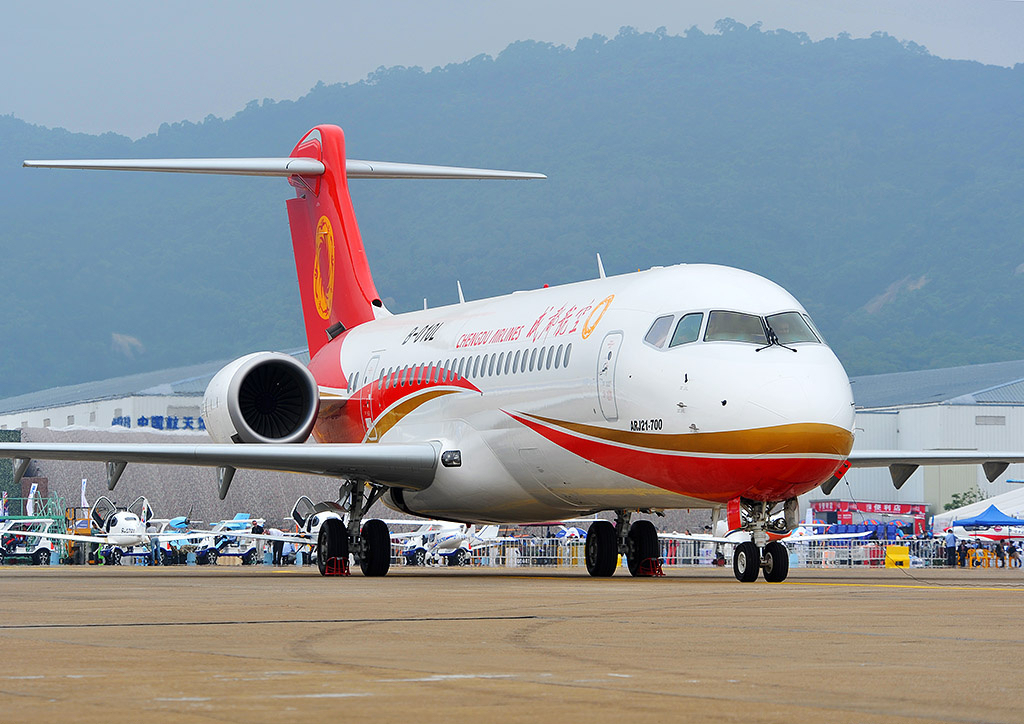
ARJ21-700 van Chengdu Airlines (2014)

De Comac C909, oorspronkelijk gekend als de Comac ARJ21 Xiangfeng, is een tweemotorige narrow-body commercieel vliegtuig van de Chinese vliegtuigproducent Comac. De oorspronkelijke naam ARJ21 staat voor Advanced Regional Jet for the 21st Century. 

## Geschiedenis
In maart 2002 werd met de ontwikkeling van het vliegtuig gestart door het ACAC-consortium. In de eerste plannen werd uitgegaan van een vliegend prototype in 2005 en de eerste leveringen zouden 18 maanden later beginnen. Door problemen is de productie en levering met jaren vertraagd.
De eerste vlucht was op 28 november 2008. Medio 2009 maakte het een eerste lange-afstand-testvlucht van 1300 kilometer en de vlucht duurde iets langer dan 2 uur. In hetzelfde jaar werd het ACAC-consortium opgenomen in Comac. De eerste leveringen werden voor 2010 verwacht, maar tot 2016 waren er slechts 10 exemplaren gebouwd.
Op 29 november 2015 werd het eerste exemplaar geleverd aan Chengdu Airlines, een dochterbedrijf van Sichuan Airlines. De eerste reacties waren negatief, het vliegtuig had problemen om op natte banen te landen, geluidsoverlast in de cabine en complexe waarschuwingssignalen in de cockpit. In juli 2017 kreeg Comac toestemming om het toestel in serieproductie te nemen.
Medio 2018 werden plannen bekendgemaakt voor een verbeterde versie, een verlengde variant en een vrachtversie. De verbeteringen betreffen vooral een reductie van het gewicht, het toestel is relatief zwaar ten opzichte van concurrerende toestellen. De verlengde variant, de 900-variant, krijgt 115 stoelen versus 78 tot 90 voor de 700-versie. De 700 heeft een vliegbereik van 2225 tot 3700 kilometer. 
In oktober 2024 doken er beelden op van een ARJ21 in C909-kleurstelling. Comac kondigde de rebranding officieel aan op de Zhuhai Air Show in november 2024. Hiermee komt de naamgeving in lijn met de conventie van de andere twee vliegtuigtypes van Comac, de C919 en C929.
Comac had tot 2018 orders gekregen voor 528 toestellen van 24 klanten.

## Trivia
- Het toestel lijkt uiterlijk sterk op de McDonnell Douglas MD80.[2]